# Кордова (Іспанія)
Ко́рдова (ісп. Córdoba, МФА: [ˈkoɾðoβa]) — муніципалітет і місто в Іспанії, в автономній спільноті Андалусія, провінція Кордова. Адміністративний центр провінції. Розташоване у південній частині країни. Лежить на правому березі річки Гвадалквівір, у родючій, спекотній місцевості. Засноване 169 до н.е. як римська колонія в часи панування Риму. У середньовіччі була столицею Кордовського халіфату. Має багато історичних пам'яток. Старе місто — об'єкт Світової спадщини ЮНЕСКО. Площа муніципалітету — 1252 км², населення муніципалітету — 321 164 ос.; густота населення — 256,52 осіб/км²
. Висота над рівнем моря — 106 м.

## Назва
- Ко́рдова (ісп. Córdoba, МФА: [ˈkoɾðoβa]) — сучасна іспанська назва.
- Ко́рдоба — альтернативний запис.
- Корду́ба (лат. Corduba) — латинська назва міста.
- Куртуба (араб. قرطبة, Qurṭuba) — арабська назва міста.

## Історія
Про перші поселення на місці сучасної Кордови відомо з часів фінікійців. Так, у 3 ст. до н.е. воно було завойоване римлянами. Під час влади імператора Августа Кордова стала найбільш відомим центром римської провінції Бетіка. Після того, як влада Римської імперії ухвалила рішення про залишення міста, воно було завойоване вандалами, а трохи пізніше вестготами та Візантією.
У 711 році вже н.е. Піренейський півострів потрапив до рук арабів та берберів. У 756 році Кордова стає столицею халіфату Омеядів. Під час їх правління місто досягло "золотої ери" своєї могутності та розвитку. До 10 століття Кордова залишалася одним з найбільших міст Європи: її населення сягало сприблизно 1 млн жителів, у самій Кордові було розташовано безліч палаців, мечетей, караван-сараїв, і взагалі місто було центром арабської науки, поезії та мистецтва. Після падіння Халіфату Кордова залишалася під владою мусульман до підкорення її Фердінандом III в 1236 р.

## Визначні місця

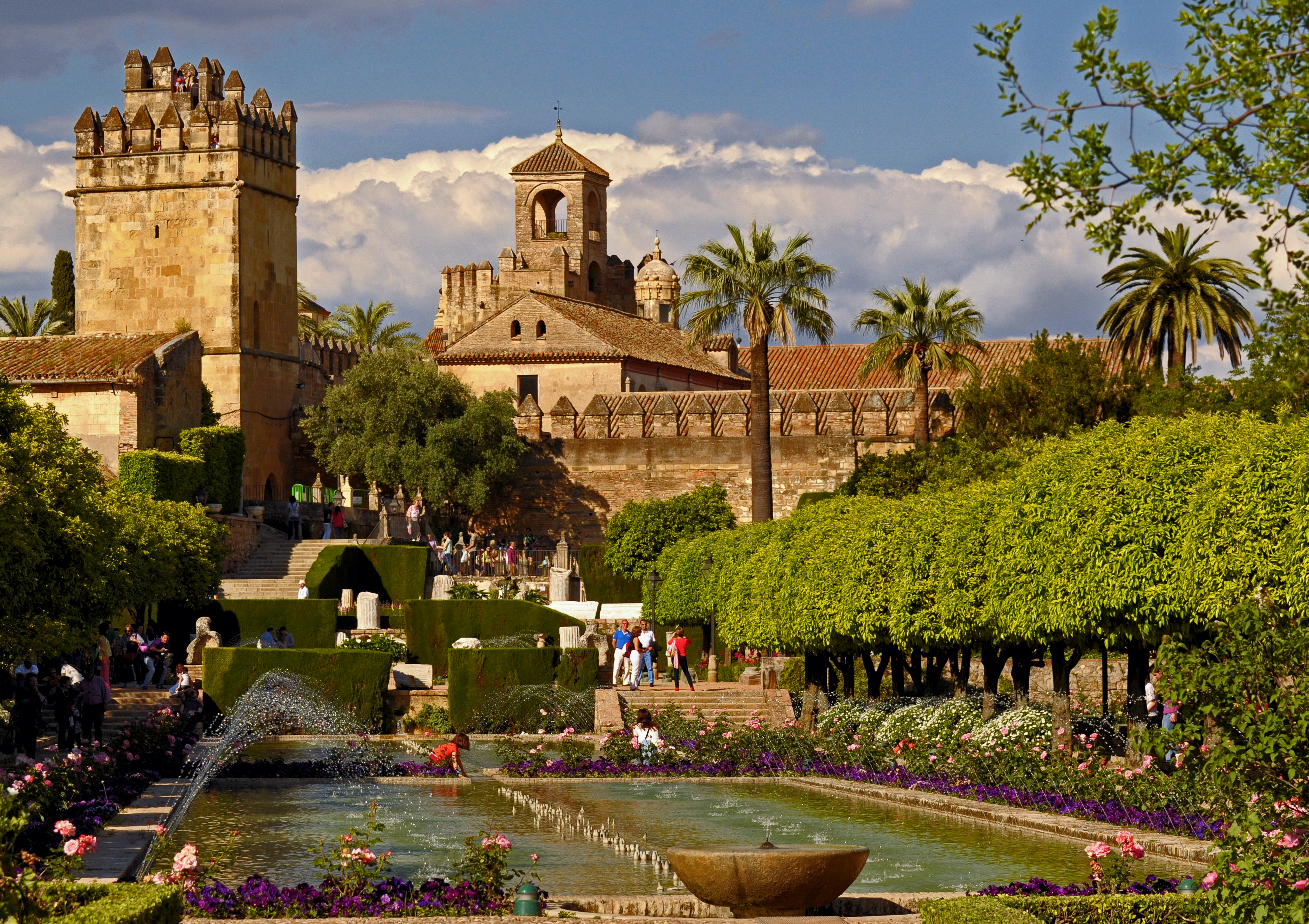
Сади і башти Алькасару

- Мечеть-собор Кордови — головна споруда міста; колишня церква, перетворена у мечеть, що згодом була перебудована у собор.
- Міст мавританської побудови 719 р. через Гвадалківір.
- Стародавній палац мавританських королів, оточений садами ; поблизу башти Альказара, колишнього палацу інквізиції.
- В околицях міста розводиться гарна порода коней.
- Монумент «Сенека і Нерон».

## Релігія
- Центр Кордовської діоцезії Католицької церкви.

## Знаменитості
Кордова — місце народження відомих філософів і поетів: стоїка Сенеки і його племінника Лукана, арабського філософа Аверроеса, єврейського теолога Рамбама. Крім того, Кордова відома видатними артистами фламенко.

## Персоналії
- Аль-Хакам I (771—822) — 3-й емір Кордови у 796—822 роках
- Мухаммед I (823—886) — 5-й емір Кордови у 852—886 роках
- Аль-Мунзір (842—888) — 6-й емір Кордови у 886—888 роках
- Абдаллах Ібн-Мухаммед (844—912) — 7-й емір Кордови, представник династії Умаядів
- Абд ар-Рахман III (891—961) — емір (912—929), а потім халіф (929—961)
- Гішам II (966—1013) — 3-й халіф Кордови у 976—1009 та 1010—1013 роках
- Абд аль-Малік аль-Музаффар (975—1008) — хаджиб і фактичний правитель Кордовського халіфату у 1002—1008 роках
- Мухаммед II (977—1010) — 4-й халіф Кордови у 1009—1010 роки
- Абдаррахман ібн Санчул (983—1009) — хаджиб і фактичний володар Кордовського халіфату в 1008—1009 роках
- Абд ар-Рахман V (? — 1024) — 10-й халіф Кордови у 1023—1024 роках
- Ібн Хазм (994—1064) — андалузький мусульманський філософ та богослов часів Кордобського халіфату
- Абу'л Валід Мухаммад (1020—1070) — 2-й шейх Кордовської тайфи в 1043—1063 роках.

## Галерея

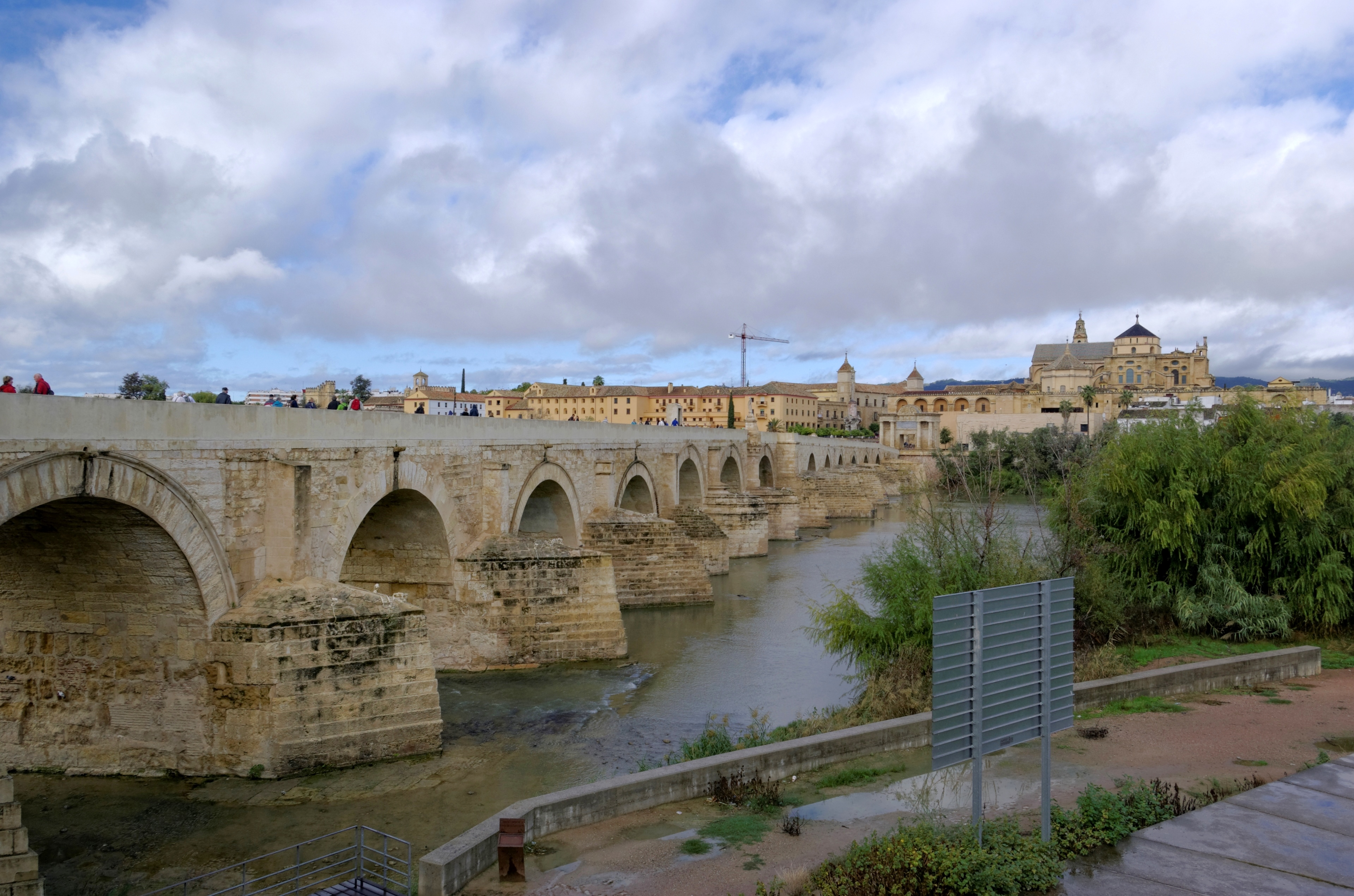
Римський міст через Гвадалківір
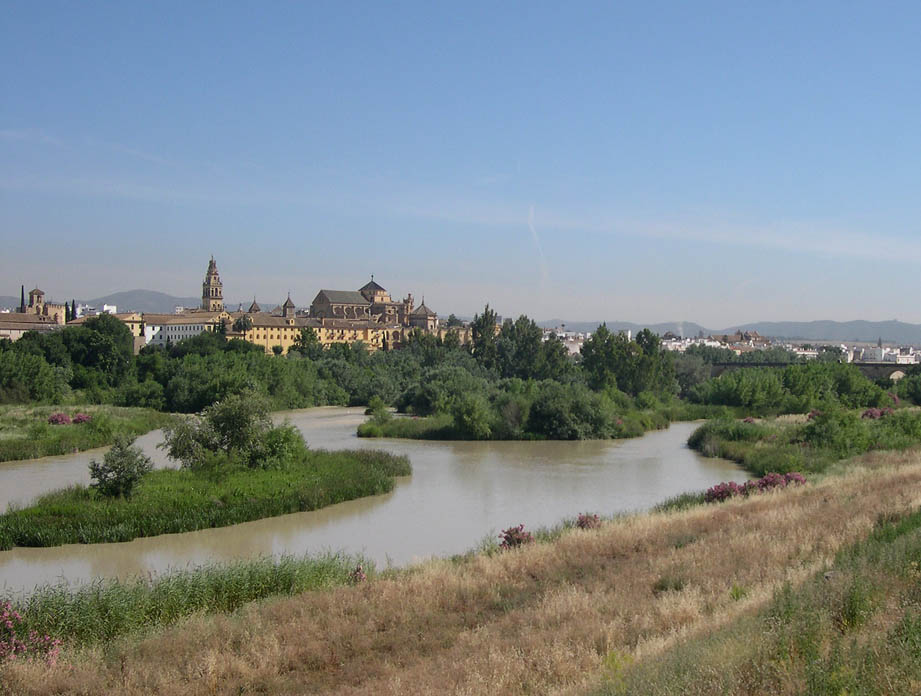
Річка Гвадалквівір
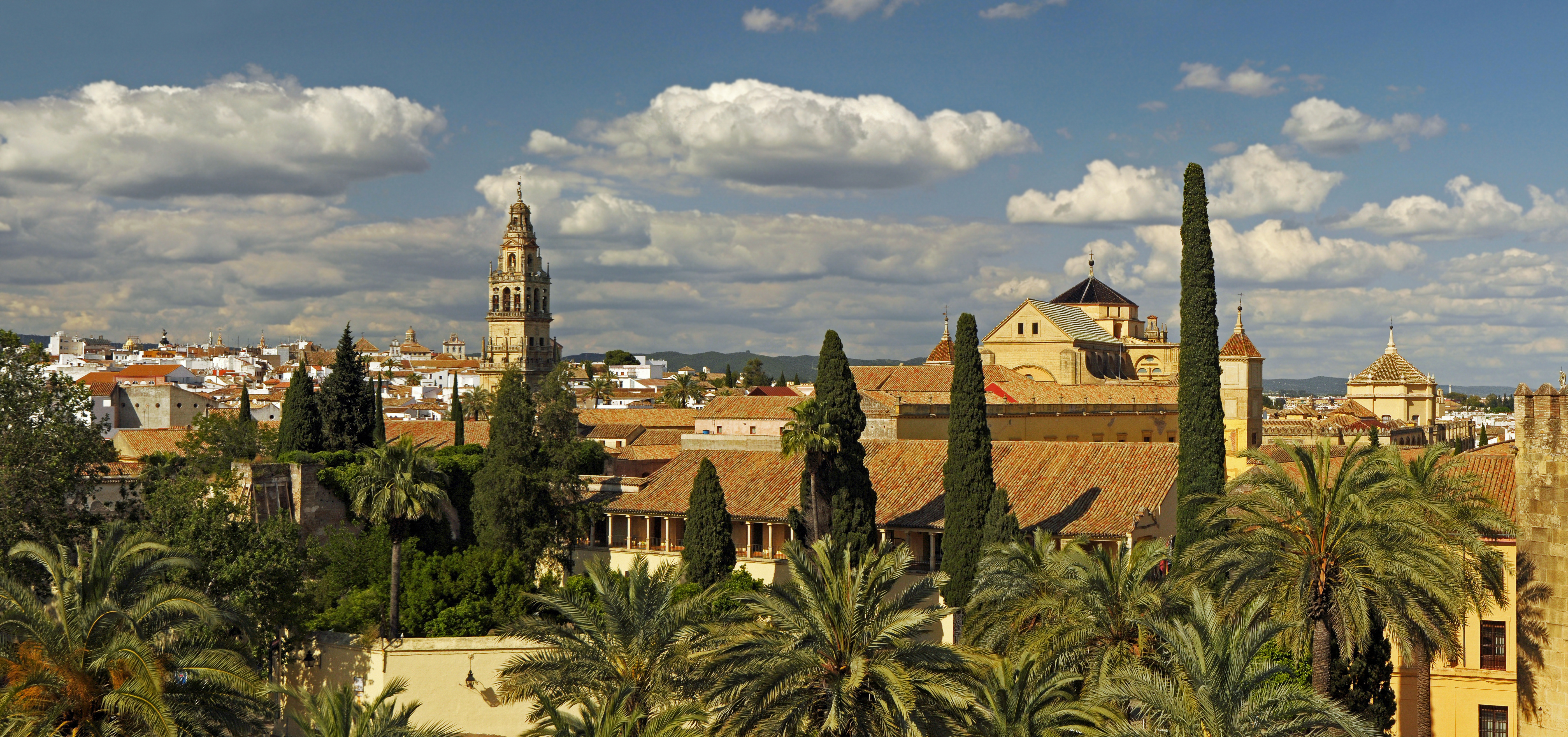
Погляд на Мескіту з Башти Левів Алькасару
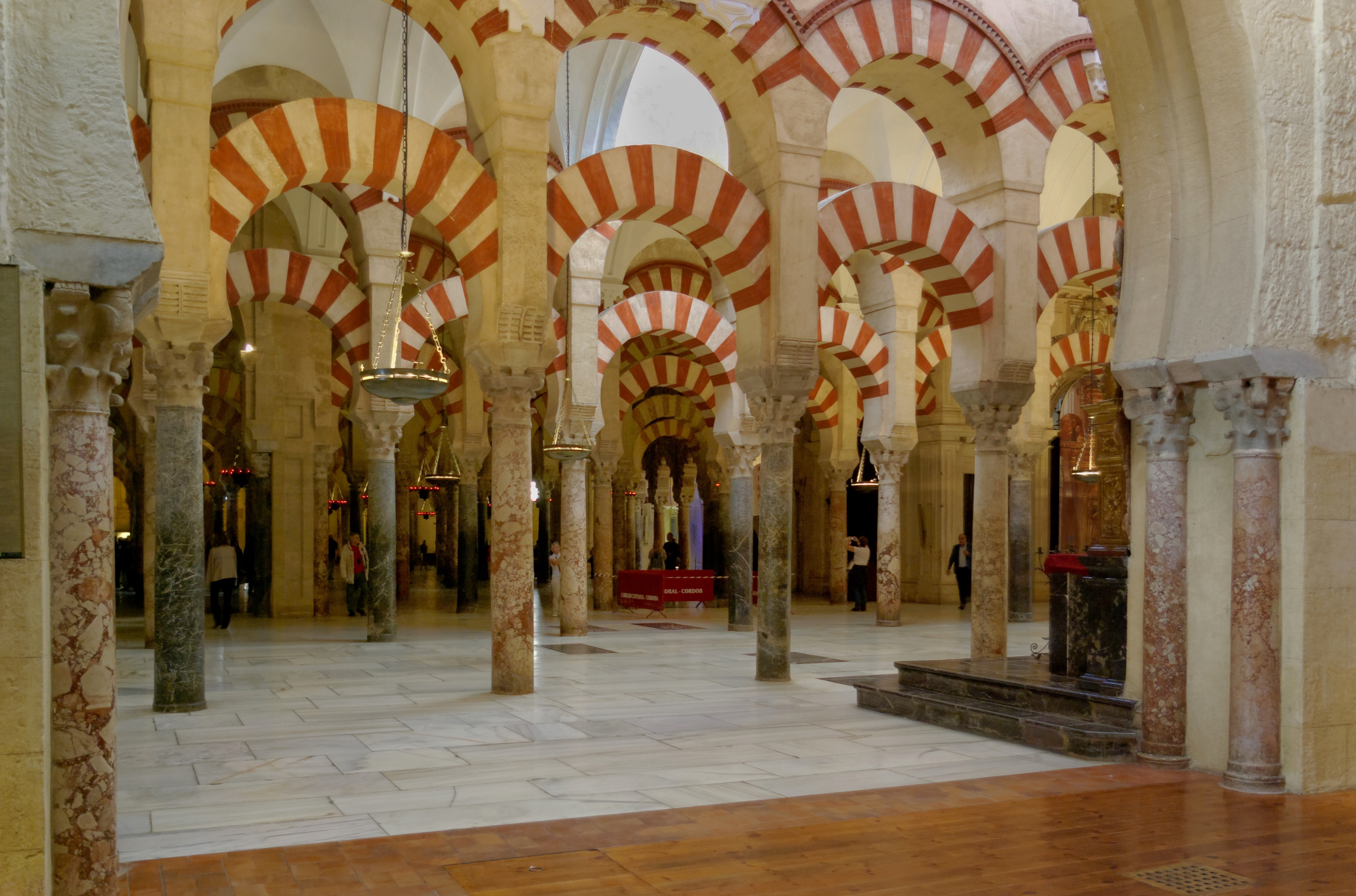
Всередині Мескіти (Катедрального собору)
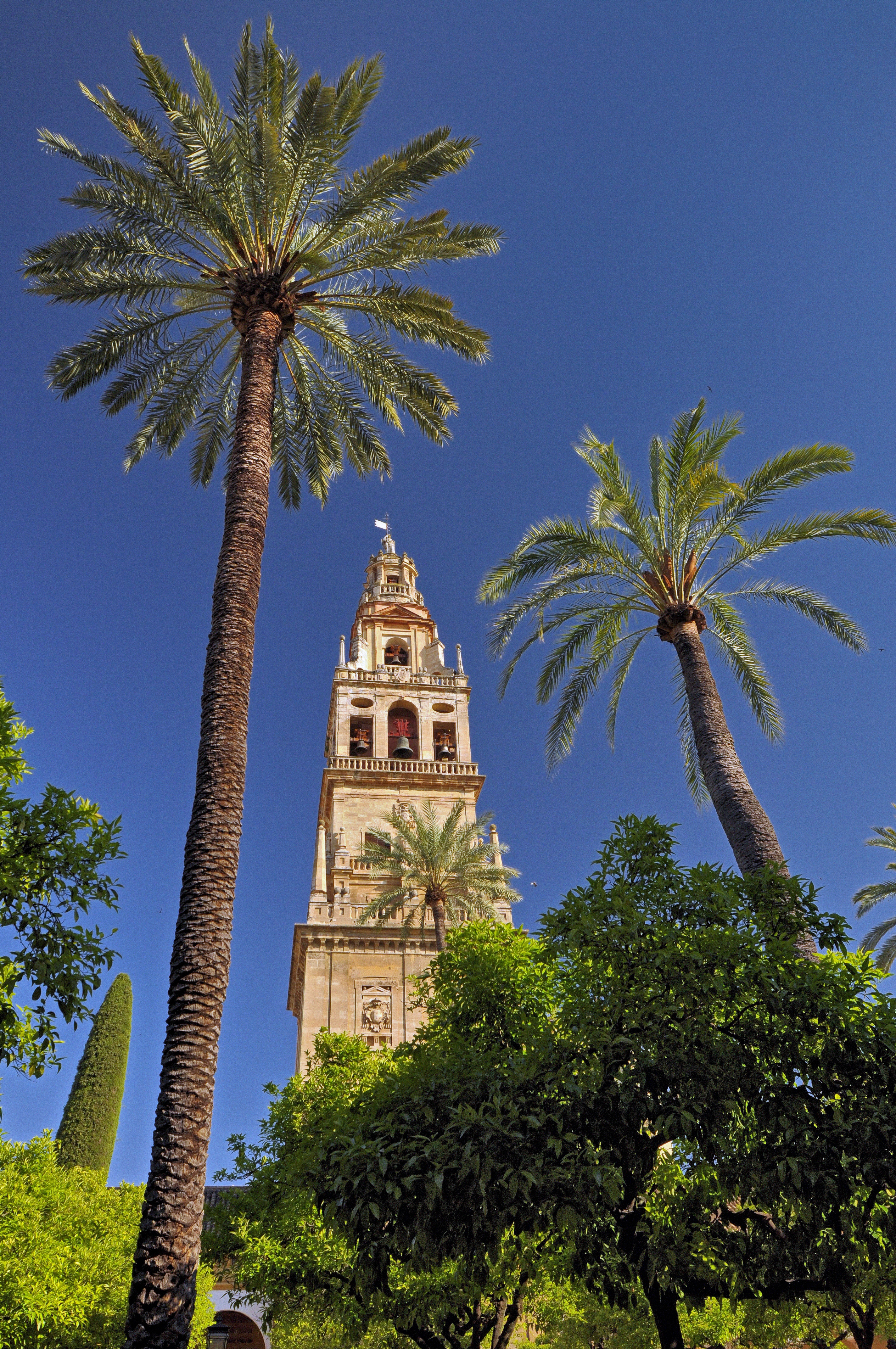
Дзвіниця Собору
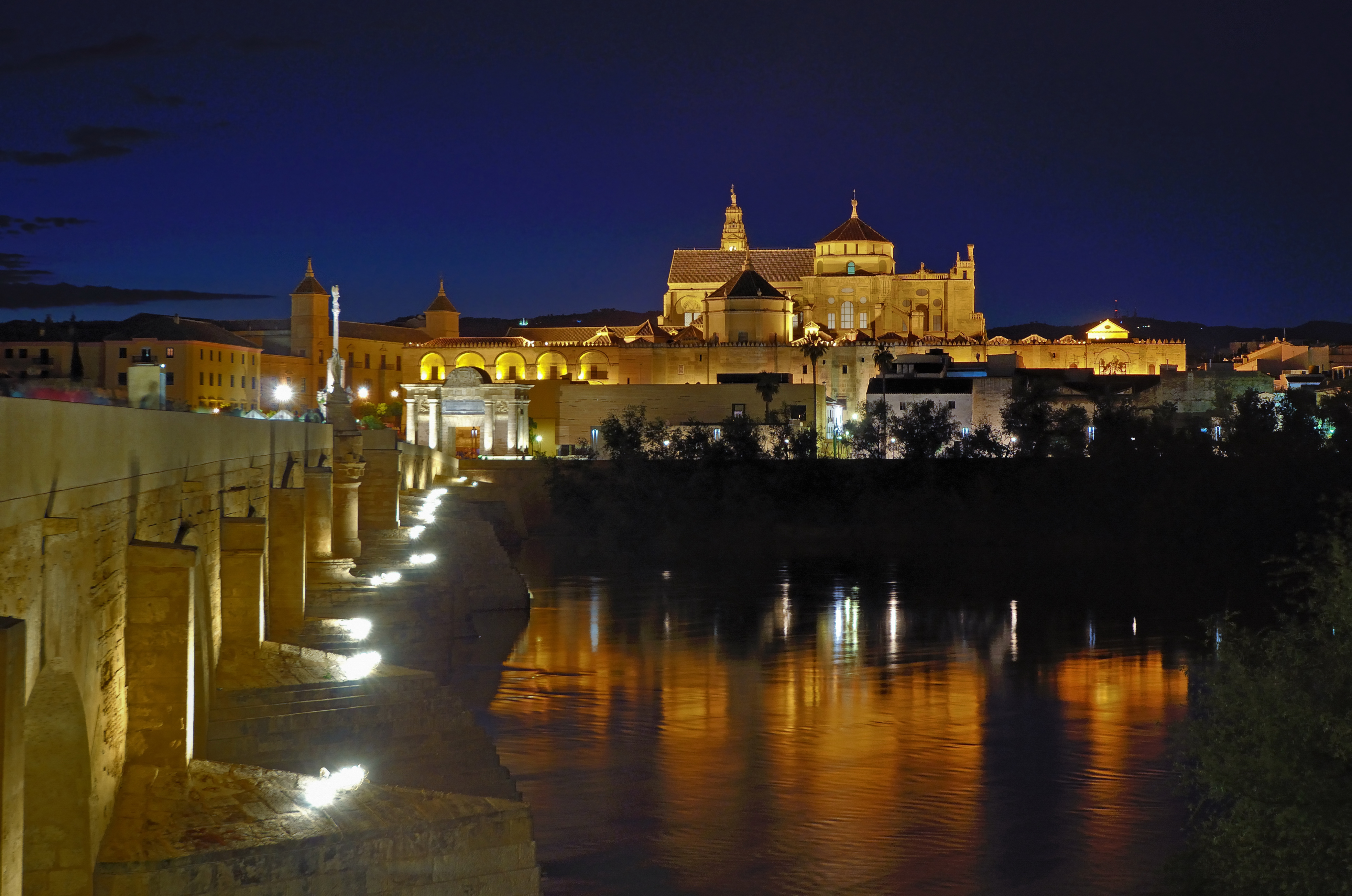
Мескіта вночі
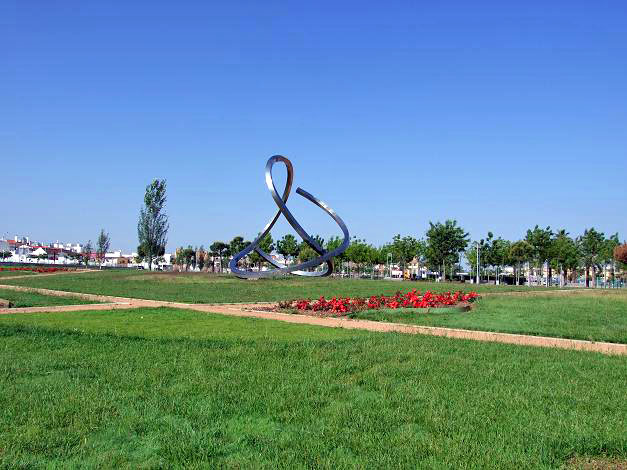
Парк соняхів
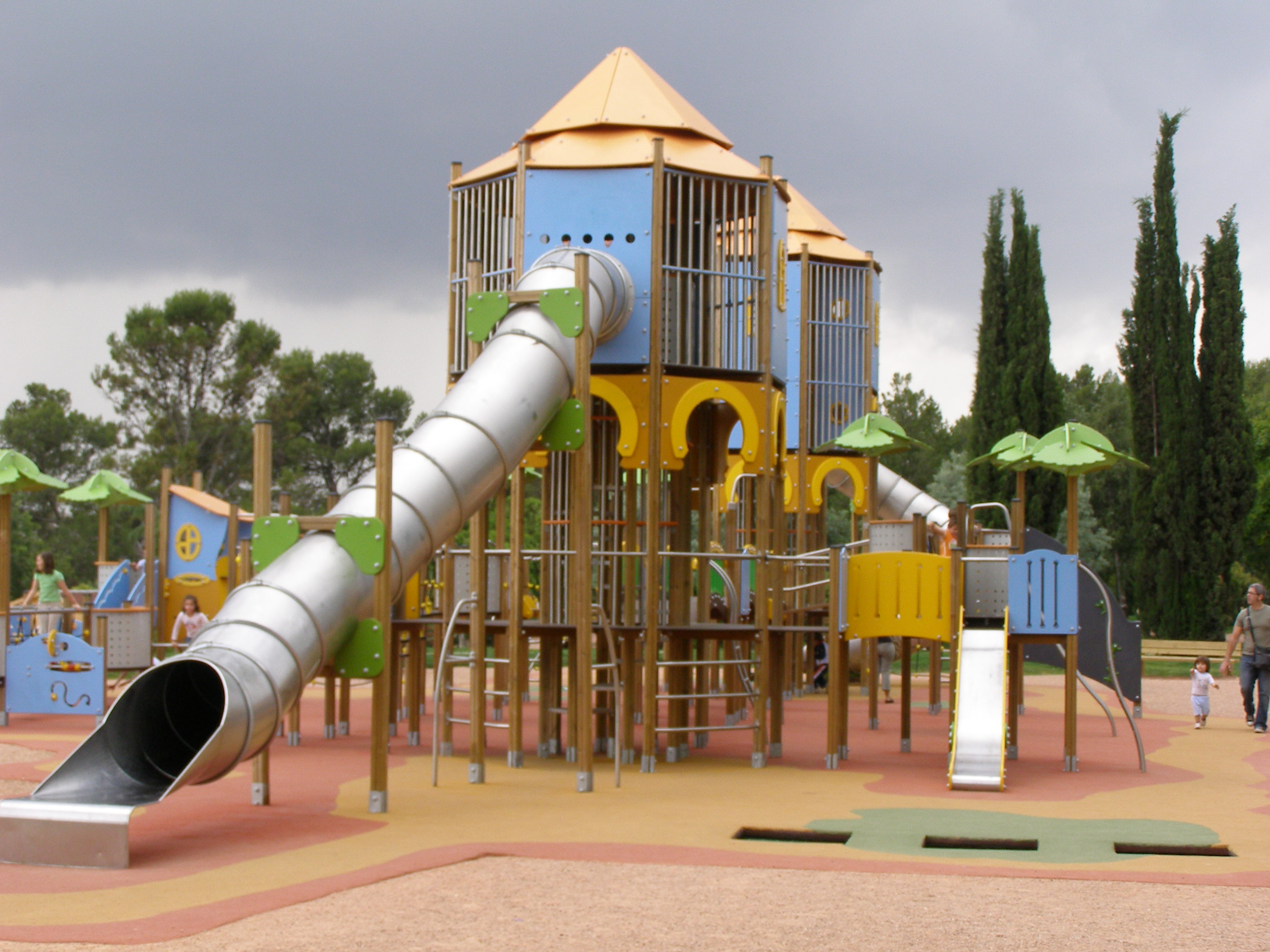
Дитяче містечко
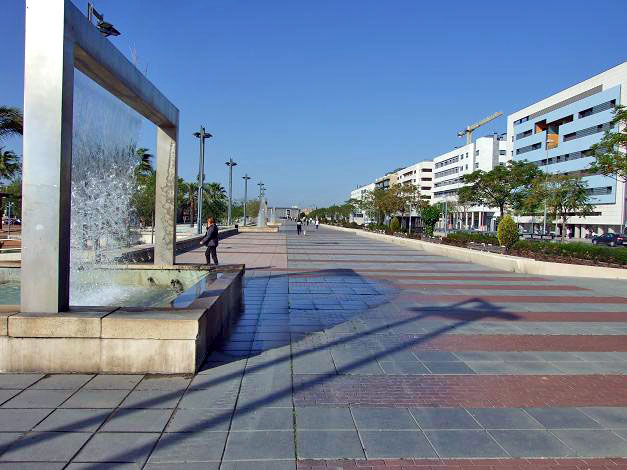
Променада
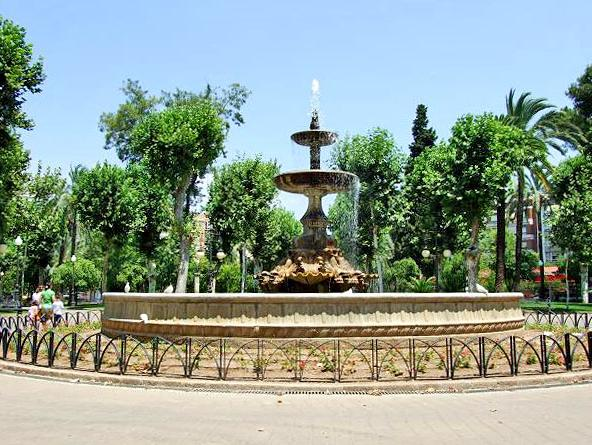
Водограй у садах Колон
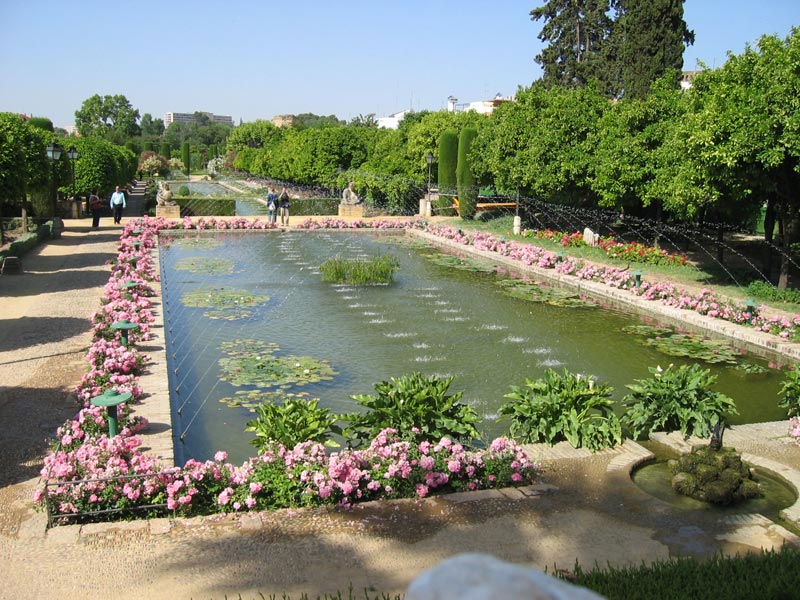
Алькасар
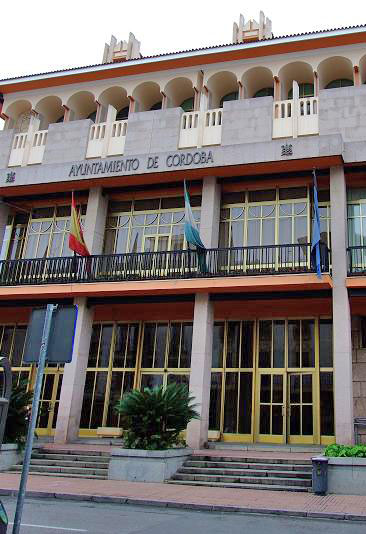
Уряд міста
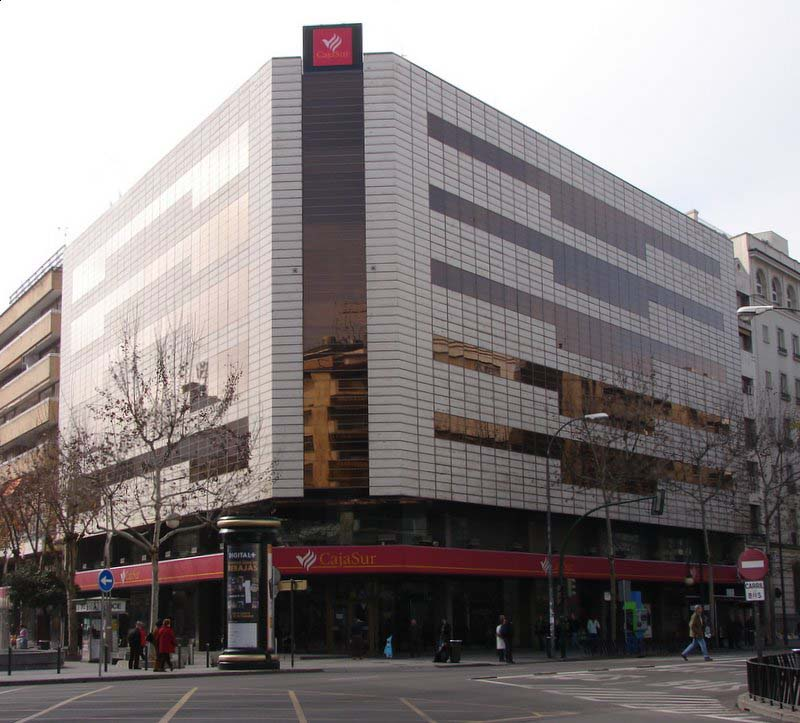
Штаб-квартира банку CajaSur
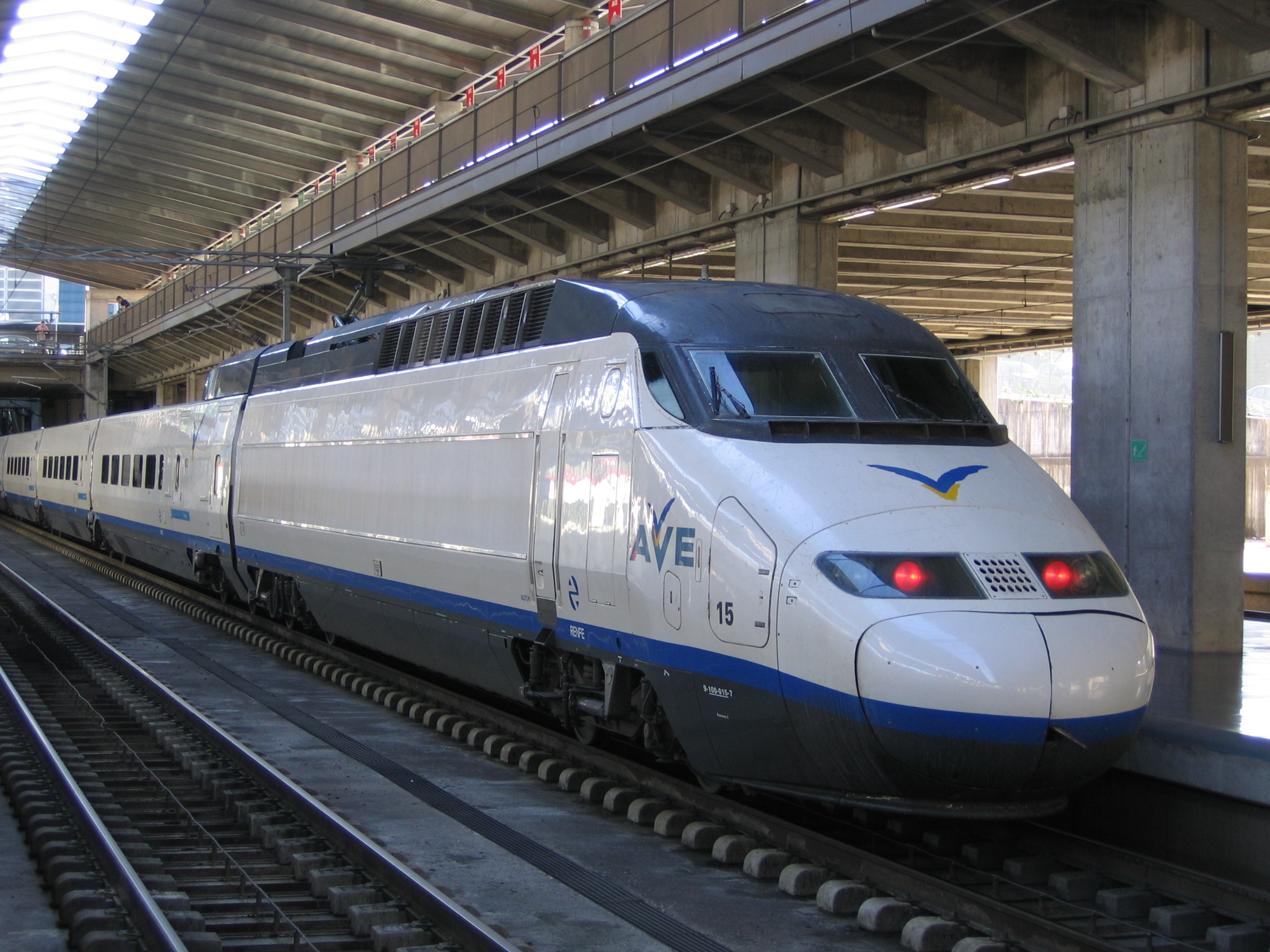
Швидкісний потяг на вокзалі
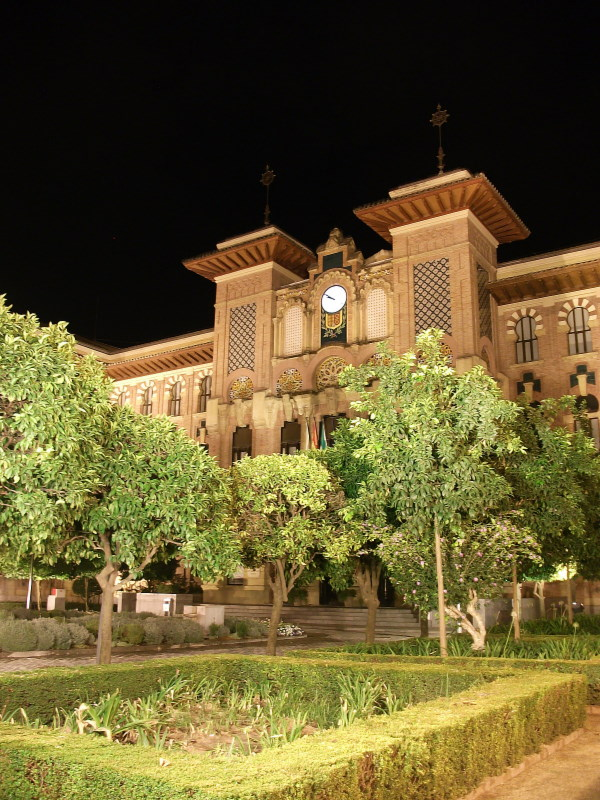
Університет, факультет ветеринарії
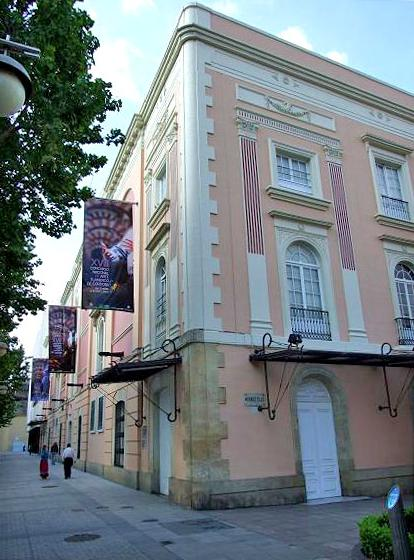
Великий театр
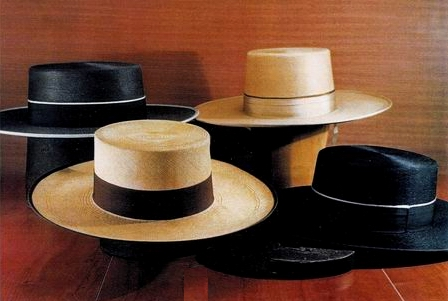
Кордовські сомбреро
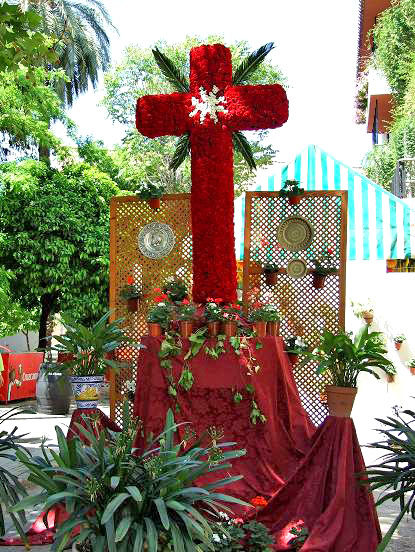
Травневий хрест на площі Кардинала Толедо
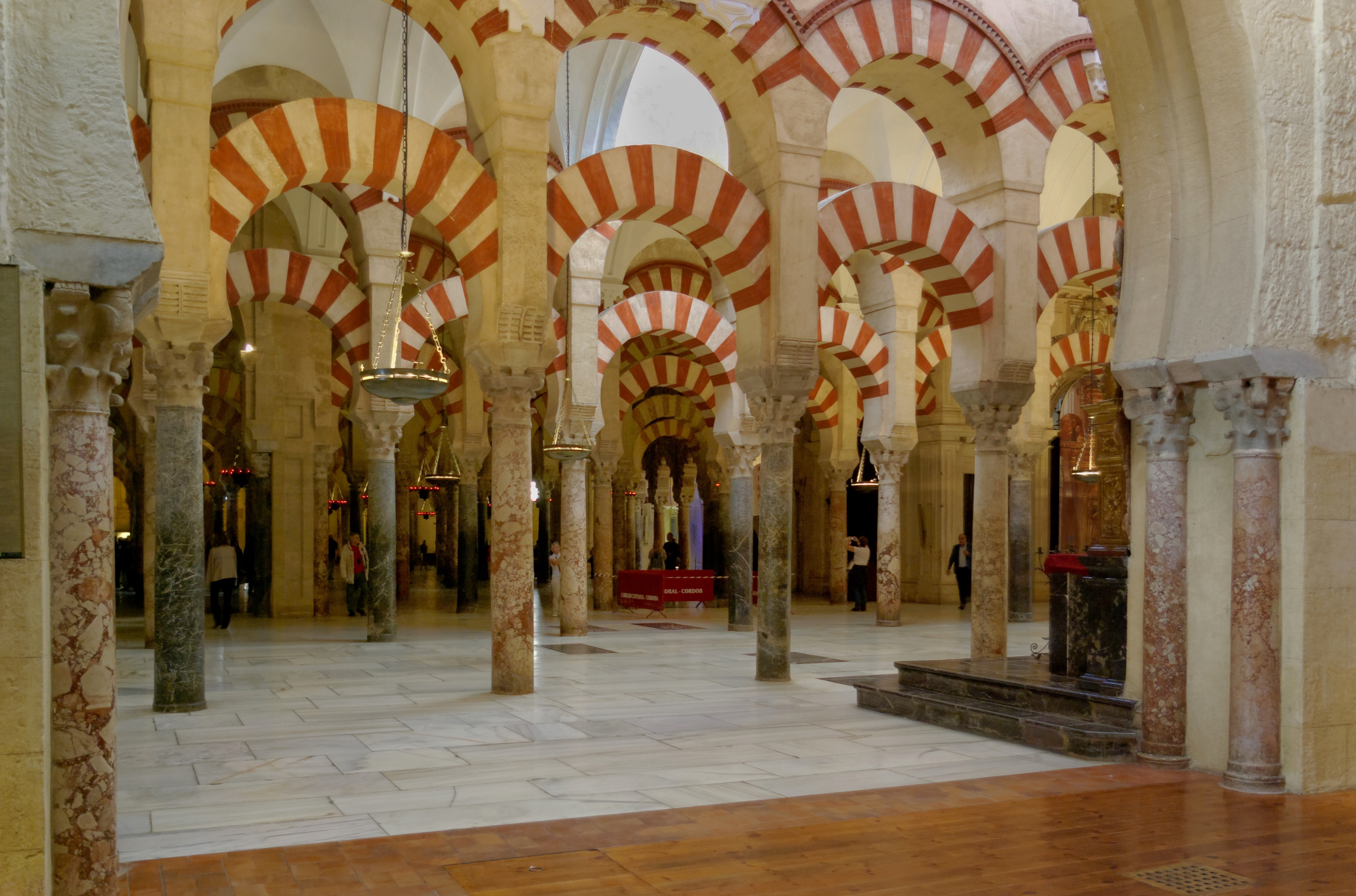
Кафедральний собор — колишня мечеть
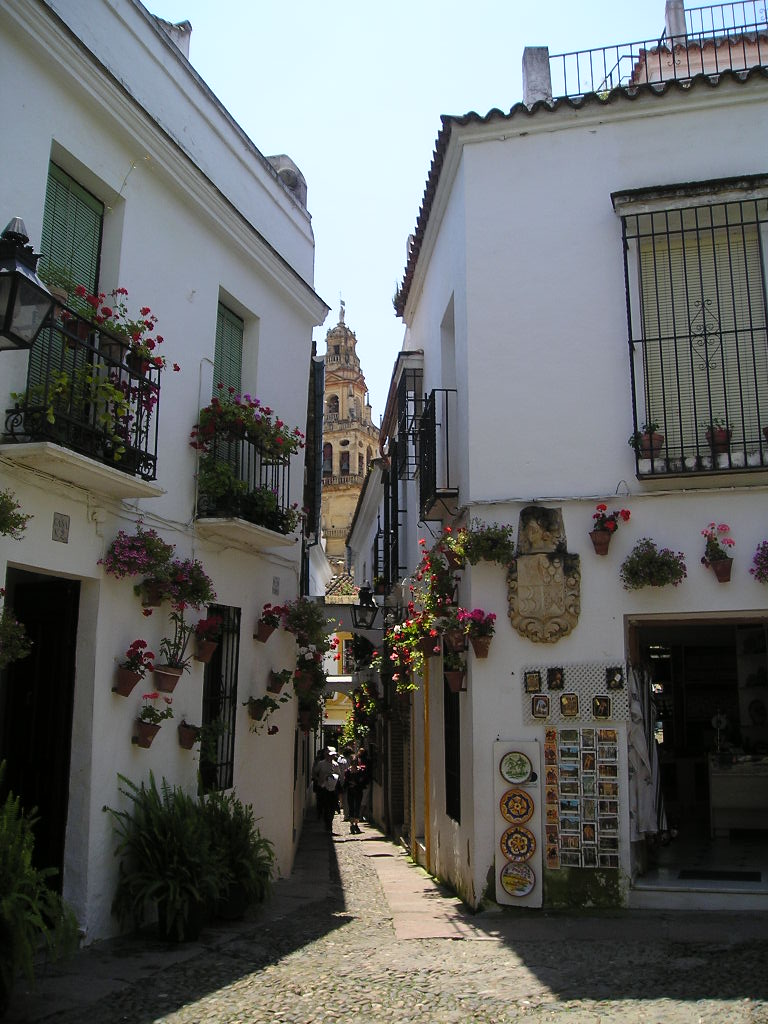
Вулиці з видом собору
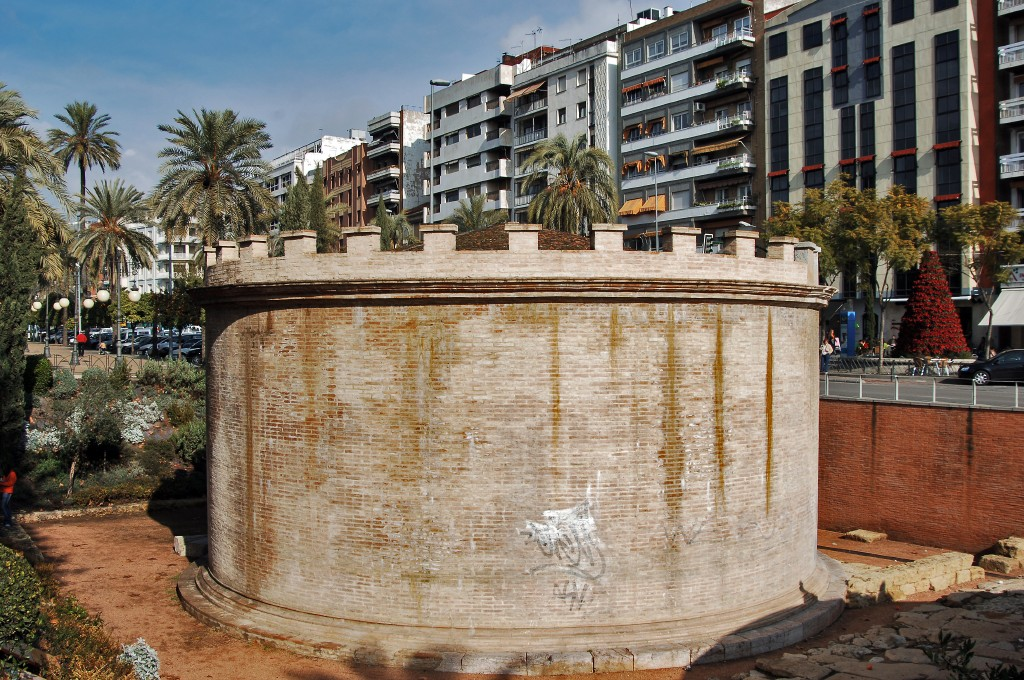
Римський мавзолей
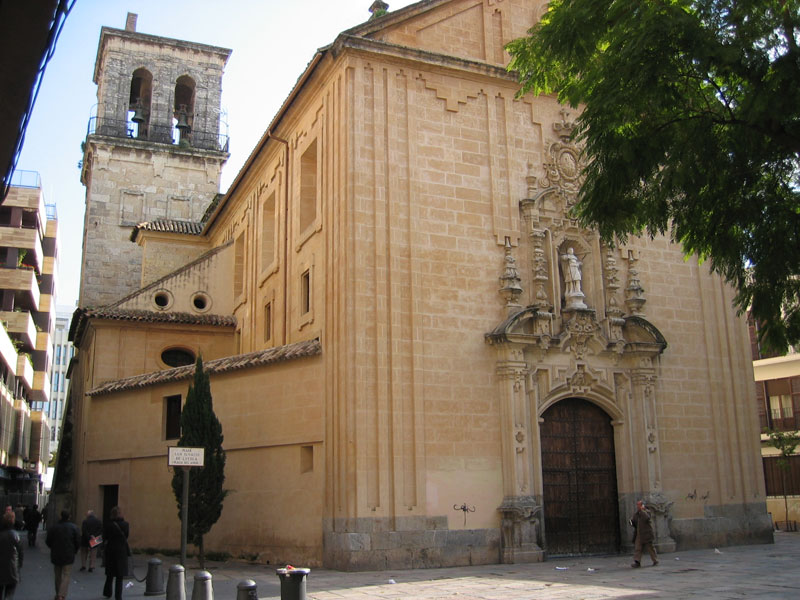
Фасад королівської колегії св. Іполіта

## Скульптури

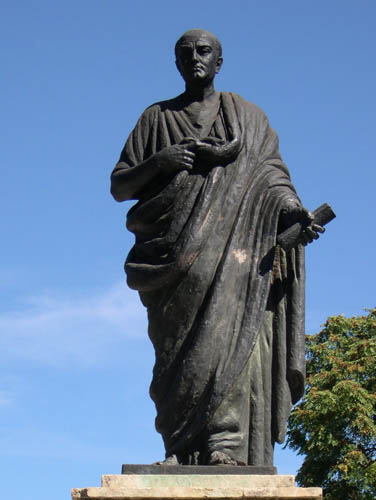
Сенека
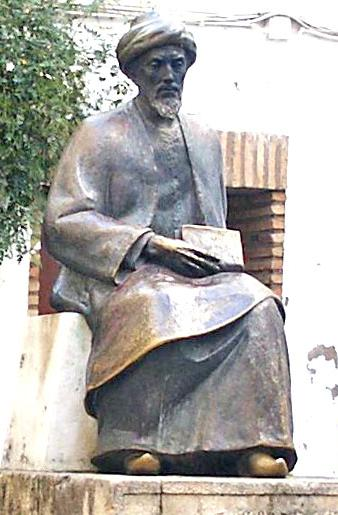
Маймонід
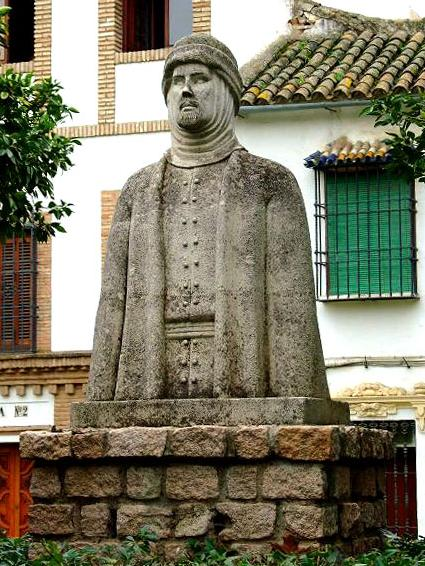
Алхакен II

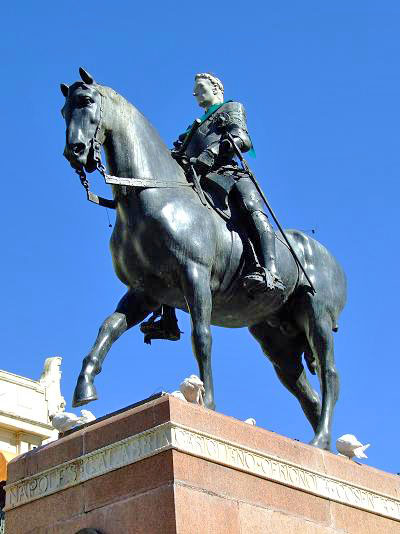
Кінна статуя Gran Capitán
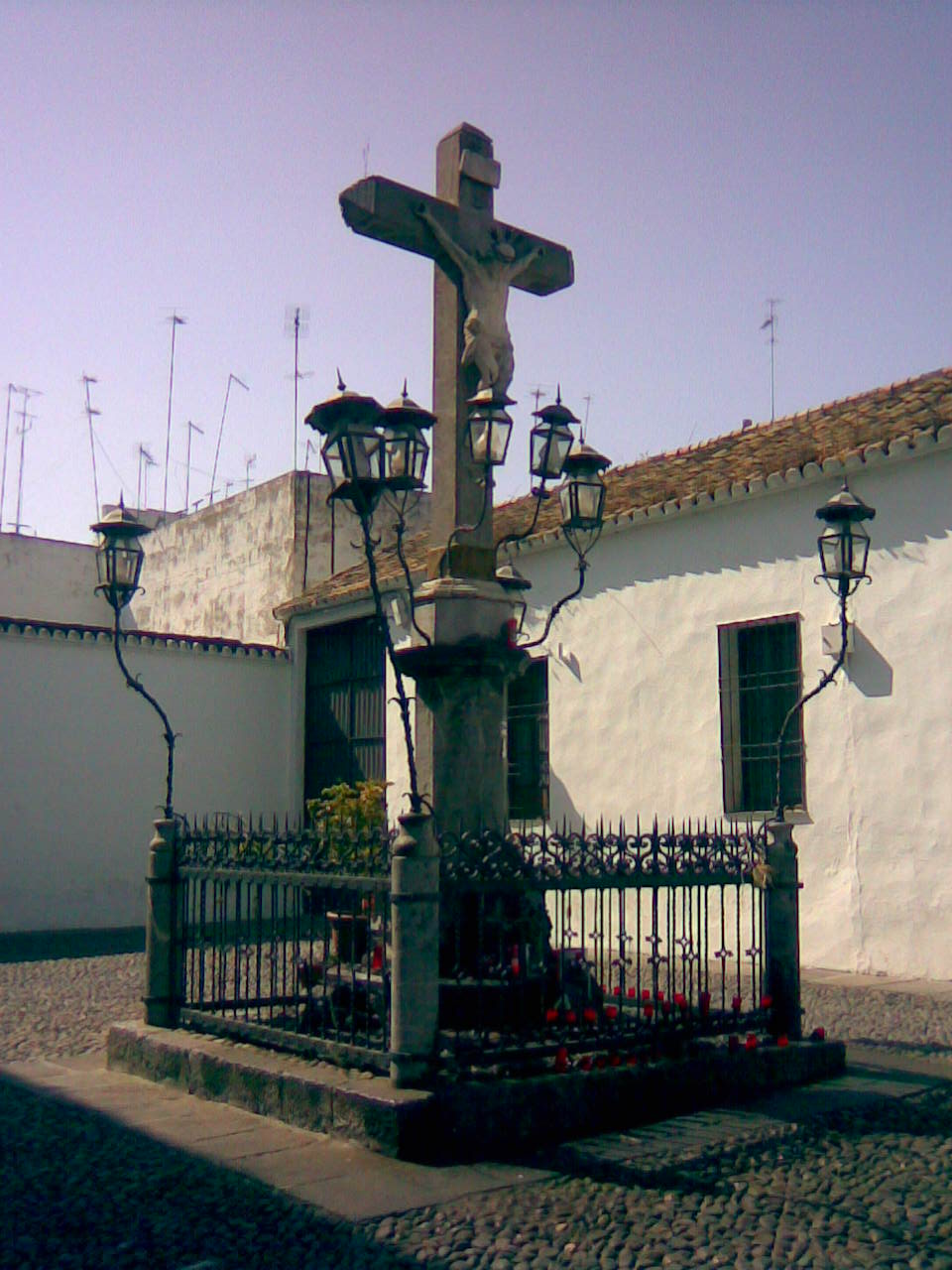
Cristo de los faroles
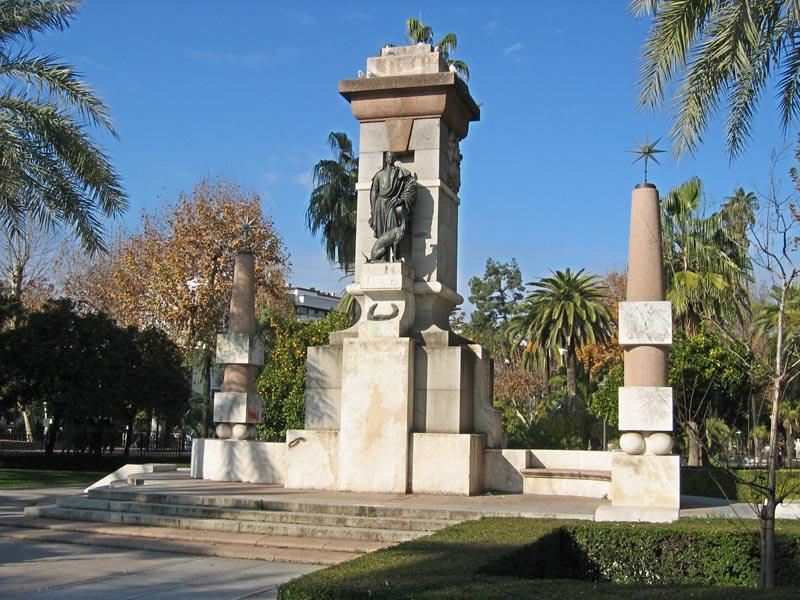
Julio Romero de Torres
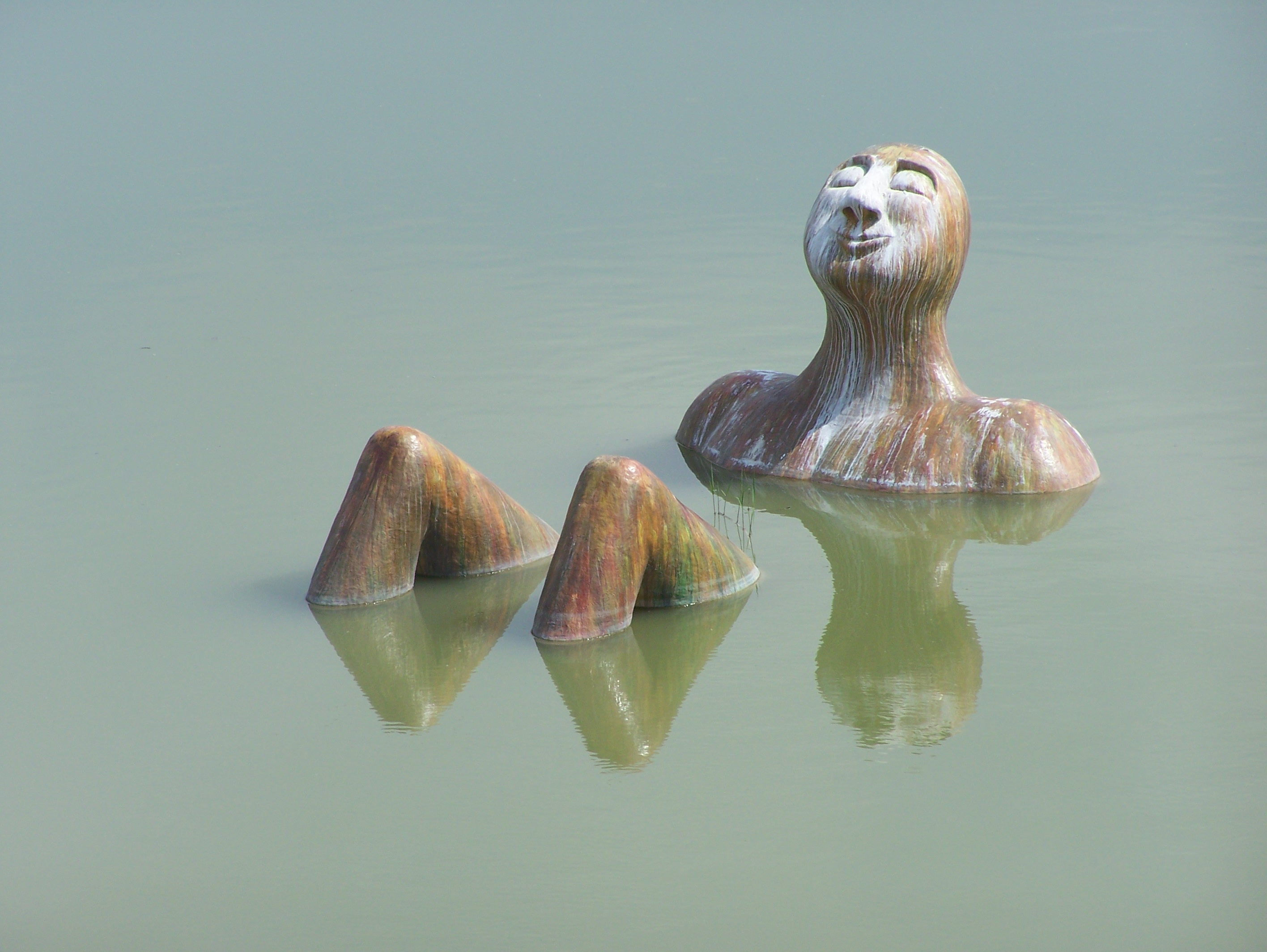
El Hombre Río (Чоловік-ріка)

## Пісні
- Isaak Albeniz написав оперу про це місто, вона так і називається Cordoba[3].